# Amphipoea paludis
Amphipoea paludis là một loài bướm đêm trong họ Noctuidae.